# Tribunal de Contrafaccions
El Tribunal de Contrafaccions fou un organisme de representació paritària del rei i els braços, encarregat de resoldre les reclamacions per actes contraris a les constitucions catalanes realitzats per funcionaris reials. Es tractava d'una mena de Tribunal Constitucional que permetia preservar l'ordenament jurídic del territori amb la coparticipació de les institucions del Principat i els oficials reials.
Assumia una atribució que fins aleshores havia pertangut a l'Audiència Reial.
Tot i les reclamacions dels diputats per a la creació d'un tribunal que assegurés l'aplicació de partària de la Constitució de l'Observança es remunten a les Corts de Montsó (1533), no va ser creat fins a les Corts de Barcelona (1701), i ratificat amb lleugers matisos a la Corts de Barcelona (1705). Amb la seva creació, Felip V feia un pas important cap a la normalització de les relacions amb els seus súbdits, al permetre tenir un Tribunal, que difícilment podria controlar, i on s'exigia l'observança de les lleis decretades a les Corts Catalanes tant per ell com pels seus oficials.